# Галина Коринтска
Св. мъченица Галина е християнска мъченица, чиято памет се почита от Православната църква на 10 март. Денят е имен ден хора с имена, като на Галин, Галина и Галя.

## Житие
Галина Коринтска става една от жертвите, пострадали при управлението на римския император Деций Траян в гр. Коринт (сега - в Гърция). Била е последователка на Св. мъч. Кодрат. По това време много мъже и жени, верни на Христовата вяра, стават жертви на областния управител, предприел гонения срещу християните в областта.